# Varbergs kommun
Varbergs kommun är en kommun i Hallands län. Centralort är Varberg.
I söder finns en kustslätt med isolerade, uppstickande bergkullar vilka i norr övergår i ett kuperat sprickdalslandskap. I östra delen av kommunen finns Sydsvenska höglandet med barrskogar, myrar och sjöar. Det lokala näringslivet var i början av 2020-talet väl differentierat. Flest arbetstillfällen tillhandahölls av den offentliga förvaltningen, följt av tillverkningsindustrin och handeln.  
Sedan kommunen bildades 1971 har befolkningstrenden varit positiv. Sedan 1998 har kommunen styrts av Alliansen, vissa mandatperioder i koalition med Miljöpartiet eller SPI.

## Administrativ historik
Kommunens område motsvarar socknarna Dagsås, Grimeton, Grimmared, Gunnarsjö, Gödestad, Hunnestad, Karl-Gustav, Kungsäter, Lindberg, Nösslinge, Rolfstorp, Sibbarp, Skällinge, Spannarp, Stamnared, Stråvalla, Sällstorp, Torpa, Träslöv, Tvååker, Valinge, Veddige, Värö och Ås. I dessa socknar bildades vid kommunreformen 1862 landskommuner med motsvarande namn. I området fanns även Varbergs stad som 1863 bildade en stadskommun. 
Vid kommunreformen 1952 bildades ett antal storkommuner i området: Himledalen (av de tidigare kommunerna Grimeton, Gödestad, Hunnestad, Nösslinge, Rolfstorp och Skällinge), Kungsäter (av Gunnarsjö, Grimmared, Karl Gustav och Kungsäter), Lindberga (av Lindberg, Stamnared, Torpa och Valinge), Tvååker (av Dagsås, Sibbarp, Spannarp och Tvååker), Veddige (av Sällstorp, Veddige och Ås) och Värö (av Stråvalla och Värö). Träslövs landskommun samt Varbergs stad förblev opåverkade. 1967 införlivades dock Träslövs landskommun i staden.
Varbergs kommun bildades vid kommunreformen 1971 av Varbergs stad och landskommunerna Himledalen, Kungsäter, Lindberga, Tvååker, Veddige och Värö där området som ingått i Kungsäter landskommun samtidigt överfördes från Älvsborgs län till Hallands län.
| Tabell över kommunsammanslagningarna efter 1863 | Tabell över kommunsammanslagningarna efter 1863 | Tabell över kommunsammanslagningarna efter 1863 | Tabell över kommunsammanslagningarna efter 1863 | Tabell över kommunsammanslagningarna efter 1863 | Tabell över kommunsammanslagningarna efter 1863 | Tabell över kommunsammanslagningarna efter 1863 | Tabell över kommunsammanslagningarna efter 1863 |
| --- | ----------------------------------------------- | ----------------------------------------------- | ----------------------------------------------- | ----------------------------------------------- | ----------------------------------------------- | ----------------------------------------------- | ----------------------------------------------- |
| Tabellen nedan visar kommunsammanslagningarna till nuvarande Varbergs kommun från 1863 och framåt. Färgerna antyder att man försökte hålla ihop häraderna när storkommunerna bildades. Tabellen illustrerar även att reformer sällan genomförs i ett steg: det behövs även förplanering, försök, steg, och efterjusteringar. |                                                 |                                                 |                                                 |                                                 |                                                 |                                                 |                                                 |
| Kommunsammanslagningarna till Varbergs kommun |                                                 |                                                 |                                                 |                                                 |                                                 |                                                 |                                                 |
| före reformerna | före reformerna                                 | efter reformen 1862                             | dito 1952                                       | dito 1952                                       | dito 1952                                       | dito 1971                                       |                                                 |
| -1862 | -1862                                           | 1863–1951                                       | 1952                                            | 1953-66                                         | 1967–70                                         | 1971–                                           |                                                 |
| härad | socken, stad                                    | landskommun                                     | "storkommun"                                    | "storkommun"                                    | "storkommun"                                    | enhetlig kommun                                 |                                                 |
| Viske | Värö sn                                         | Värö ln                                         | Värö ln                                         | Värö ln                                         | Värö ln                                         |                                                 |                                                 |
| Viske | Stråvalla sn                                    | Stråvalla ln                                    | Värö ln                                         | Värö ln                                         | Värö ln                                         |                                                 |                                                 |
| Viske | Sällstorps sn                                   | Sällstorps ln                                   | Veddige ln                                      | Veddige ln                                      | Veddige ln                                      |                                                 |                                                 |
| Viske | Ås sn                                           | Ås ln                                           | Veddige ln                                      | Veddige ln                                      | Veddige ln                                      |                                                 |                                                 |
| Viske | Veddige sn                                      | Veddige ln                                      | Veddige ln                                      | Veddige ln                                      | Veddige ln                                      |                                                 |                                                 |
| Mark | Grimmareds sn                                   | Grimmareds ln                                   | Kungsäters ln                                   | Kungsäters ln                                   | Kungsäters ln                                   |                                                 |                                                 |
| Mark | Gunnarsjö sn                                    | Gunnarsjö ln                                    | Kungsäters ln                                   | Kungsäters ln                                   | Kungsäters ln                                   |                                                 |                                                 |
| Mark | Karl Gustavs sn                                 | Karl Gustavs ln                                 | Kungsäters ln                                   | Kungsäters ln                                   | Kungsäters ln                                   |                                                 |                                                 |
| Mark | Kungsäters sn                                   | Kungsäters ln                                   | Kungsäters ln                                   | Kungsäters ln                                   | Kungsäters ln                                   |                                                 |                                                 |
| – | Varbergs stad                                   | Varbergs stad                                   | Varbergs stad                                   |                                                 |                                                 | Varbergs kn                                     |                                                 |
| Himle | Träslövs sn                                     | Träslövs ln                                     |                                                 |                                                 |                                                 | Varbergs kn                                     |                                                 |
| Himle | Träslövs sn                                     | Träslövs ln                                     |                                                 |                                                 |                                                 | Varbergs kn                                     |                                                 |
| Himle | Lindbergs sn                                    | Lindbergs ln                                    | Lindberga ln                                    | Lindberga ln                                    | Lindberga ln                                    |                                                 |                                                 |
| Himle | Stamnareds sn                                   | Stamnareds ln                                   | Lindberga ln                                    | Lindberga ln                                    | Lindberga ln                                    |                                                 |                                                 |
| Himle | Torpa sn                                        | Torpa ln                                        | Lindberga ln                                    | Lindberga ln                                    | Lindberga ln                                    |                                                 |                                                 |
| Himle | Valinge sn                                      | Valinge ln                                      | Lindberga ln                                    | Lindberga ln                                    | Lindberga ln                                    |                                                 |                                                 |
| Himle | Grimetons sn                                    | Grimetons ln                                    | Himledalens ln                                  | Himledalens ln                                  | Himledalens ln                                  |                                                 |                                                 |
| Himle | Gödestads sn                                    | Gödestads ln                                    | Himledalens ln                                  | Himledalens ln                                  | Himledalens ln                                  |                                                 |                                                 |
| Himle | Hunnestads sn                                   | Hunnestads ln                                   | Himledalens ln                                  | Himledalens ln                                  | Himledalens ln                                  |                                                 |                                                 |
| Himle | Nösslinge sn                                    | Nösslinge ln                                    | Himledalens ln                                  | Himledalens ln                                  | Himledalens ln                                  |                                                 |                                                 |
| Himle | Rolfstorps sn                                   | Rolfstorps ln                                   | Himledalens ln                                  | Himledalens ln                                  | Himledalens ln                                  |                                                 |                                                 |
| Himle | Skällinge sn                                    | Skällinge ln                                    | Himledalens ln                                  | Himledalens ln                                  | Himledalens ln                                  |                                                 |                                                 |
| Faurås | Tvååkers sn                                     | Tvååkers ln                                     | Tvååkers ln                                     | Tvååkers ln                                     | Tvååkers ln                                     |                                                 |                                                 |
| Faurås | Dagsås sn                                       | Dagsås ln                                       | Tvååkers ln                                     | Tvååkers ln                                     | Tvååkers ln                                     |                                                 |                                                 |
| Faurås | Sibbarps sn                                     | Sibbarps ln                                     | Tvååkers ln                                     | Tvååkers ln                                     | Tvååkers ln                                     |                                                 |                                                 |
| Faurås | Spannarps sn                                    | Spannarps ln                                    | Tvååkers ln                                     | Tvååkers ln                                     | Tvååkers ln                                     |                                                 |                                                 |

Kommunen ingår sedan bildandet i Varbergs tingsrätts domsaga.

## Geografi

Karta över kommunen. Klicka på bilden för att förstora.

Kommunen ligger huvudsakligen i norra delen av landskapet Halland, men fyra distrikt (socknar) i nordost (Gunnarsjö, Grimmared, Karl Gustav och Kungsäter) ligger i Västergötland.
Varbergs kommun gränsar i väster till Kattegatt, i norr till Kungsbacka kommun i Hallands län och Marks kommun i Västra Götalands län och i öster och söder till Falkenbergs kommun i Hallands län. I öst-västlig riktning rinner ån Viskan.

### Topografi och hydrografi

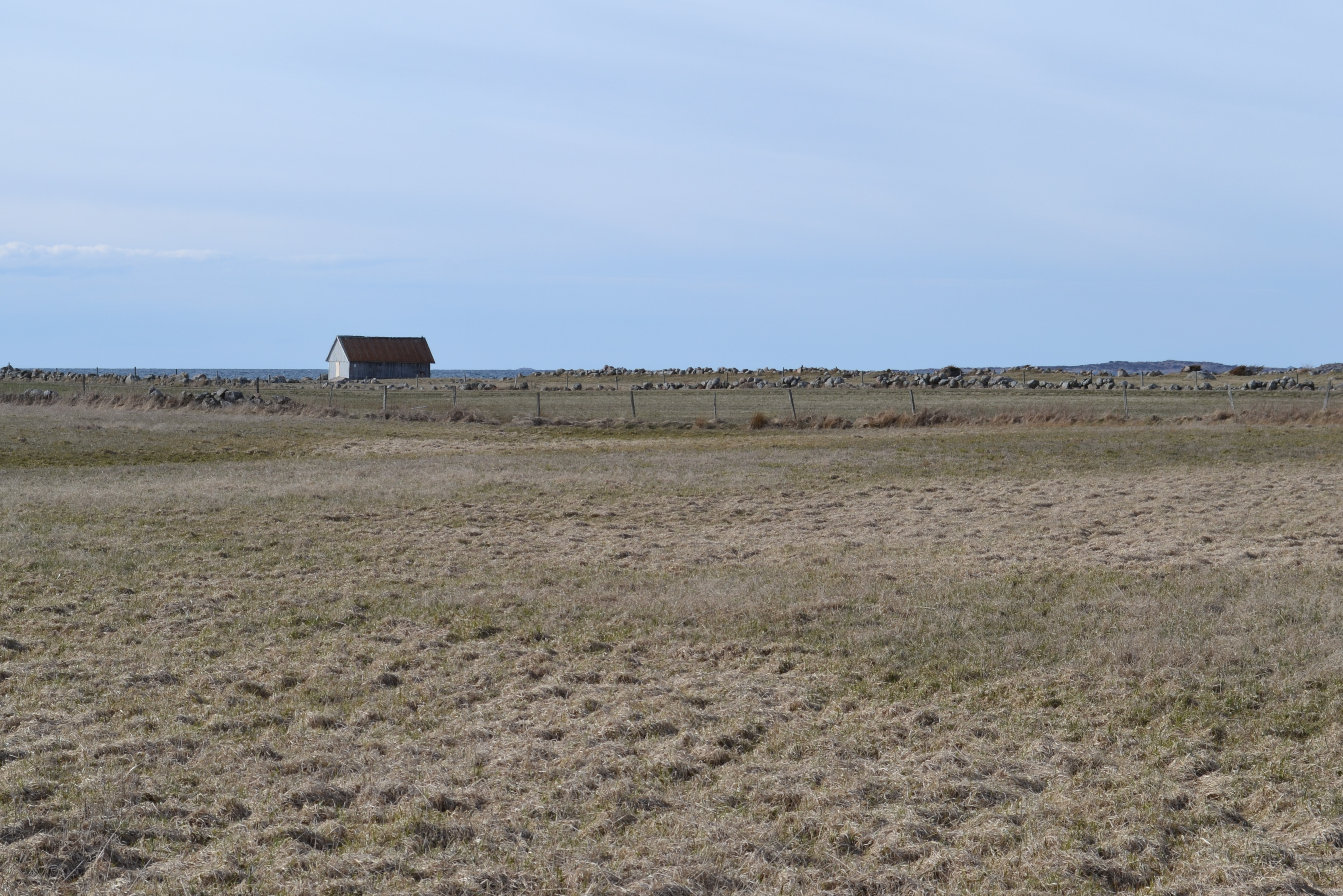
Strandängarna vid Södra Näs.

I den södra, sydöstra samt norra delen av kommunen är berggrunden i huvudsak olika former av gnejs. Varberg har den största koncentrationen av charnockit i Sverige. Charnockit är en granit och den finns i områdena kring centralorten. Den utgör en del av en pluton (magmakropp som stelnad djupt ner i jordskorpan) tillsammans med torpagraniten som finns i stråk åt nordöst samt i viss områden i norra delen av kommunen. På flera ställen i kommunen finns även basiska bergarter, bl.a. amfibolit.
Urberget inom kommunen blev bildat för mellan 1 750 och 1 400 miljoner år sedan. Denna kom fram till Kambrium, för drygt 500 miljoner år sedan, att ha vittrat ner tills den blivit plan. Därefter kom den att bli översvämmad under den tidigare delen av paleozoikum fram till för ungefär 400 miljoner år sedan. Under denna tidsrymd avlagrades sediment. När området åter blev land kom sedimenten att, med små punktvisa undantag, vittra bort. Även delar av urberget vittrade bort. Under den tidigare delen av krita (140–65 miljoner år sedan) kom vittringsresterna att spolas bort av regn och floder. Senare under krita kom Varberg att åter översvämmas två gånger. De sediment i form av kalkslam, lera och sand som avlagrades kom sedan att spolas bort under tertiär. 
Högsta kustlinjen från den senaste nedisningen ligger på mellan 60–65 meter och 75 meters höjd. De områden som låg ovanför högsta kustlinjen finns i huvudsak i öster och då främst i sydöst, en del "öar" finns dock även västerut. Inlandsisfronten kom att dra sig tillbaka genom Halland mellan 11 500 och 10 500 f. Kr. På vissa ställen kan dock isblock stannat kvar längre och det finns tecken som tyder på att en moränrygg nära Tofta bildats efter den nämnda tidsperioden. 
Isfronten låg parallellt med den nuvarande kustlinjen. När isen drog sig tillbaka bildades ändmoräner som gick parallellt med isfronten. Dessa finns på flera platser i de delar som ligger lägre än högsta kustlinjen. I nordöstlig-sydvästlig riktning gick flera älvar som kom att ge upphov till rullstensåsar, isälvsdeltan och kamelandskap. I Sibbarps socken, Dagsås socken och Rolfstorps socken finns kamelandskap. Det finns inga större rullstensåsar i Varbergs kommun. I inlandet gav inlandsisen upphov till Göteborgsmorän. 
Efter nedisningen kom landhöjningen att ske snabbt i Halland fram till 7 000 f. Kr. då den strandlinjen nästan låg vid samma nivå som idag. Därefter kom havet att stiga med totalt omkring 20 meter under 2 500 år. Därefter har landet återigen stigit till dagens nivå, men det är svårt att finna tecken på hur det skett.
Högsta höjden är Kruneberg med 198 m ö.h. Den ligger nära väg 153 vid sjön Svarten.

### Naturskydd
År 2022 fanns ett 30-tal naturreservat i Varbergs kommun. I Åkulla bokskogar, som även går över till Falkenbergs kommun, finns totalt ett tiotal snarlika naturreservat. Hela området är klassat som riksintresse för naturvård och friluftsliv. Därtill ingår delar av området i Natura 2000. Bland reservaten i Åkulla Bokskogar, som ligger inom Varbergs kommun hittas exempelvis Åkullaboket och Karlsvik.

### Administrativ indelning

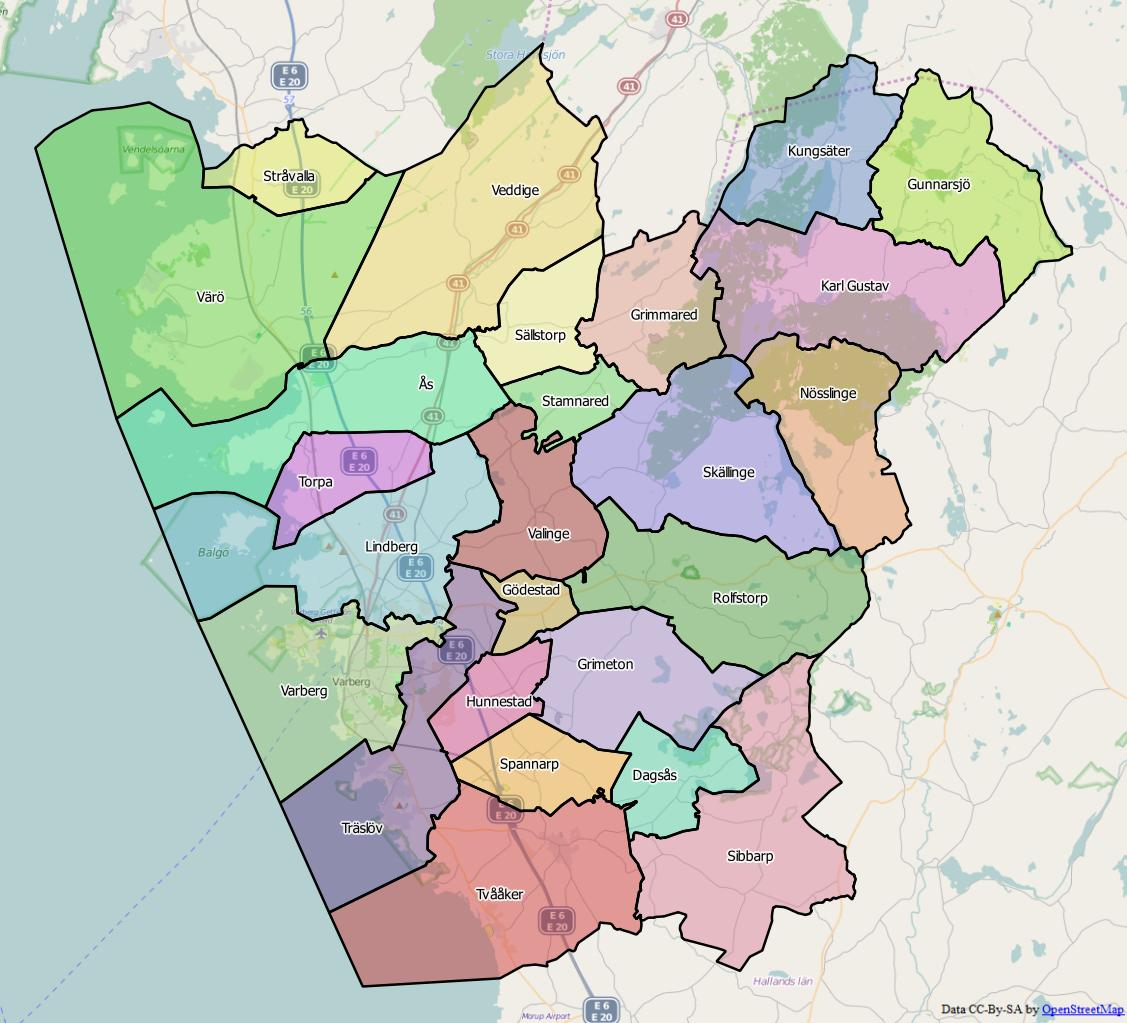
Distrikt inom Varbergs kommun

Fram till 2016 var kommunen för befolkningsrapportering indelad i nio församlingar – Himledalen, Lindberga, Sibbarp-Dagsås, Spannarp, Träslöv, Tvååker, Varberg, Veddige-Kungsäter och Värö-Stråvalla.
Från 2016 indelas kommunen istället i 25 distrikt:

- Dagsås
- Grimeton
- Grimmared
- Gunnarsjö
- Gödestad
- Hunnestad
- Karl-Gustav
- Kungsäter
- Lindberg
- Nösslinge
- Rolfstorp
- Sibbarp
- Skällinge
- Spannarp
- Stamnared
- Stråvalla
- Sällstorp
- Torpa
- Träslöv
- Tvååker
- Valinge
- Varberg
- Veddige
- Värö
- Ås

### Tätorter
Det finns 19 tätorter i Varbergs kommun. De listas nedan efter folkmängd per den 31 december 2015. Centralorten är i fet stil.
1. Varberg, 34 248
2. Tvååker, 2 640
3. Veddige, 2 260
4. Bua, 2 036
5. Tångaberg, 965
6. Väröbacka, 765
7. Trönningenäs, 743
8. Årnäs, 679
9. Skällinge, 636
10. Rolfstorp, 537
11. Tofta, 486
12. Åsby (Derome), 409
13. Kungsäter, 361
14. Getterön, 296
15. Valinge, 280
16. Himle, 277
17. Hunnestad, 259
18. Källstorp, 241
19. Torpa, 229

## Styre och politik

### Styre
| År        | Partier | Partier | Partier | Partier | Partier | Partier |
| --------- | ------- | ------- | ------- | ------- | ------- | ------- |
| 1994-1998 | S       | V       | MP      |         |         |         |
| 1998-2002 | M       | C       | KD      | SPI     | FP      |         |
| 2002-2006 | M       | C       | KD      | FP      | SPI     |         |
| 2006-2010 | M       | C       | FP      | KD      | SPI     |         |
| 2010-2014 | M       | C       | FP      | KD      |         |         |
| 2014-2018 | M       | C       | MP      | L       | KD      |         |
| 2018-2022 | M       | C       | L       | KD      |         |         |
| 2022-     | M       | SD      | L       | KD      |         |         |

### Kommunfullmäktige
Kommunfullmäktige i Varbergs kommun består av 61 ledamöter. Kommunfullmäktiges ordförande sedan 2022 är Karl-Gunnar Svensson (KD).

#### Presidium
| Presidium 2022–2026    | Presidium 2022–2026 | Presidium 2022–2026  |
| ---------------------- | ------------------- | -------------------- |
| Ordförande             | KD                  | Karl Gunnar Svensson |
| Förste vice ordförande | M                   | Sven Andersson       |
| Andre vice ordförande  | S                   | Håkan Johannesson    |

#### Mandatfördelning 1970–2022
| 15 | 6 | 19 | 5 | 6 |

| 46 |

| 16 | 5 | 20 | 4 | 6 |

| 47 |

| 17 | 6 | 18 | 4 | 6 |

| 39 | 12 |

| 17 | 7 | 15 | 4 | 8 |

| 38 | 13 |

|  | 19 | 4 | 15 |  | 10 |

| 37 | 14 |

|  | 20 | 3 | 11 | 6 | 9 |

| 34 | 17 |

|  | 23 | 3 |  | 14 | 6 |  | 9 |

| 44 | 17 |

|  | 21 |  | 3 | 13 | 4 | 4 | 12 |

| 40 | 21 |

| 4 | 25 | 3 | 12 | 4 |  | 11 |

| 34 | 27 |

| 6 | 20 |  | 4 | 10 |  | 6 | 11 |

| 36 | 25 |

| 4 | 22 |  | 4 | 9 | 4 | 5 | 11 |

| 32 | 29 |

| 4 | 20 |  |  |  | 10 | 4 | 3 | 15 |

| 36 | 25 |

|  | 20 | 4 |  |  | 7 | 4 |  | 18 |

| 34 | 27 |

|  | 20 | 4 |  | 6 | 7 | 4 |  | 14 |

| 35 | 26 |

| 4 | 18 | 8 | 9 | 5 | 4 | 13 |

| 34 | 27 |

| 3 | 19 | 9 |  |  | 6 | 4 | 3 | 13 |

| 34 | 27 |

### Nämnder

#### Kommunstyrelse
Kommunstyrelsen består av 13 ordinarie ledamöter.
| Presidium 2022–2026    | Presidium 2022–2026 | Presidium 2022–2026   |
| ---------------------- | ------------------- | --------------------- |
| Ordförande             | M                   | Ann-Charlotte Stenkil |
| Förste vice ordförande | L                   | Tobias Carlsson       |
| Andre vice ordförande  | S                   | Jeanette Qvist        |

#### Lista över kommunstyrelsens ordförande
| Namn | Namn                  | Från | Till | Politisk tillhörighet |
| ---- | --------------------- | ---- | ---- | --------------------- |
|      | Kaj Berntsson         | 1994 | 1997 | Socialdemokraterna    |
|      | Gösta Bergenheim      | 1998 | 2010 | Moderaterna           |
|      | Jörgen Warborn        | 2010 | 2014 | Moderaterna           |
|      | Ann-Charlotte Stenkil | 2014 |      | Moderaterna           |

#### Övriga nämnder
| Nämnd                                  | Ordförande | Ordförande            | Förste vice ordförande | Förste vice ordförande     |
| -------------------------------------- | ---------- | --------------------- | ---------------------- | -------------------------- |
| Byggnadsnämnden                        | SD         | Andreas Havasi        | S                      | Anders Friebe              |
| Förskole- och grundskolenämnden        | M          | David Sandrén         | S                      | Jenny Bolgert              |
| Hamn- och gatunämnden                  | M          | Ulrika Eriksson       | S                      | Catrin Andersson           |
| Krisledningsnämnden                    | M          | Ann-Charlotte Stenkil | S                      | Jeanette Qvist             |
| Kultur- och fritidsnämnden             | M          | Åse Craft Aronsson    | S                      | Linn Silverby              |
| Miljö- och hälsoskyddsnämnden          | KD         | Karl Gunnar Svensson  | S                      | Ann-Britt Jansson Bensköld |
| Servicenämnden                         | SD         | Olle Hällnäs          | S                      | Lennart Johansson          |
| Socialnämnden                          | M          | Sven Andersson        | S                      | Katarina Eiderbrant        |
| Utbildnings- och arbetsmarknadsnämnden | L          | Filip Zackrisson      | S                      | Peter Stoltz               |
| Valnämnden                             | L          | Filip Zackrisson      | S                      | Peter Stoltz               |

Källa:

### Valresultat 2022
| Parti                            | Valdistrikt           | Valdistrikt | Kommun  |
| Parti                            | Starkaste             | Andel       | Andel   |
| -------------------------------- | --------------------- | ----------- | ------- |
| S                                | Sörse-Apelvikshöjd    | 44,81 %     | 30,51 % |
| M                                | Apelviken-Nygård      | 31,06 %     | 21,83 % |
| SD                               | Karl Gustav-Grimmared | 28,74 %     | 13,85 % |
| C                                | Sibbarp-Dagsås        | 29,66 %     | 9,22 %  |
| L                                | Apelviken-Nygård      | 8,65 %      | 5,79 %  |
| KD                               | Värö                  | 10,42 %     | 5,50 %  |
| V                                | Håsten                | 10,30 %     | 4,58 %  |
| Tfs                              | Sörse-Ranelid         | 7,89 %      | 3,23 %  |
| VP                               | Varberg centrum S     | 10,38 %     | 3,04 %  |
| MP                               | Stråvalla             | 3,52 %      | 1,87 %  |
| AfS                              | Rolfstorp             | 1,26 %      | 0,37 %  |
| Data hämtat från Valmyndigheten. |                       |             |         |

Exklusive uppsamlingsdistrikt. Partier som fått mer än en procent av rösterna i minst ett valdistrikt redovisas.

### Vänorter
Varberg har tre vänorter. Efter andra världskriget inleddes vänortssamarbetet med Nystad i Finland och Haderslev i Danmark. År 2004 inleddes även ett vänortssamarbete med Karlovy Vary i Tjeckien.

## Ekonomi och infrastruktur

### Näringsliv
Det lokala näringslivet var i början av 2020-talet väl differentierat näringsliv. Flest arbetstillfällen tillhandahålls av den offentliga förvaltningen, följt av tillverkningsindustrin och handeln. Bland större företag hittas kärnkraftverket Ringhals AB, pappersbruket Södra Cell AB Värö Bruk samt trävarufabrikerna Södra Skog AB Värösågen  och Derome AB. Kommunen hade även en betydande turistsektor, exempelvis var  kommunen en av de tio största kommunerna i landet avseende antalet gästnätter.
År 2020 hade kommunen 4 350 anställda. Största privata arbetsgivaren var Vardaga Äldreomsorg AB med 575 anställda. Samma år pendlade omkring 3 472 invånare till andra orter i länet, främst till Falkenberg och Kungsbacka. Omkring 3 800 personer pendlade samtidigt till kommunen, primärt från Falkenberg och Kungsbacka.

### Infrastruktur

#### Transporter
Genom kommunen går i nord-sydlig riktning Europaväg E6 och E20 som motorväg.  Från centralorten Varberg går i nordostlig riktning Riksväg 41 Varberg–Borås och i öst-västlig riktning Länsväg 153 Varberg–Värnamo. Cirka 2 km av Länsväg 154 Falkenberg–Svenljunga passerar kommunens sydöstra del mellan Ljungby och Köinge i Falkenbergs kommun. 
Västkustbanan Malmö–Oslo går i nord-sydlig riktning genom kommunen, Viskadalsbanan Varberg–Borås går in i Marks kommun sydväst om Horred. 
Varbergs flygplats, belägen på Getterön, används mest av näringslivet och olika myndigheter. Banan är inte asfalterad utan består av gräs.
Från Varbergs hamn fanns färjeförbindelse med Grenå i Norddjurs kommun i Region Mittjylland i Danmark från 1960–2020. Linjen trafikerades senast av Stena Line med fartyget M/S Stena Nautica.

## Befolkning

### Demografi

#### Befolkningsutveckling
Kommunen har 69 122 invånare (31 mars 2025), vilket placerar den på 35:e plats avseende folkmängd bland Sveriges kommuner.
| Befolkningsutvecklingen i Varbergs kommun 1970–2020 | Befolkningsutvecklingen i Varbergs kommun 1970–2020 | Befolkningsutvecklingen i Varbergs kommun 1970–2020 | Befolkningsutvecklingen i Varbergs kommun 1970–2020 | Befolkningsutvecklingen i Varbergs kommun 1970–2020 |
| --------------------------------------------------- | --------------------------------------------------- | --------------------------------------------------- | --------------------------------------------------- | --------------------------------------------------- |
|                                                     |                                                     |                                                     |                                                     |                                                     |
| År                                                  |                                                     |                                                     | Folkmängd                                           |                                                     |
| 1970                                                | 1970                                                |                                                     | 38 955                                              |                                                     |
| 1975                                                | 1975                                                |                                                     | 43 051                                              |                                                     |
| 1980                                                | 1980                                                |                                                     | 44 164                                              |                                                     |
| 1985                                                | 1985                                                |                                                     | 46 253                                              |                                                     |
| 1990                                                | 1990                                                |                                                     | 49 018                                              |                                                     |
| 1995                                                | 1995                                                |                                                     | 51 902                                              |                                                     |
| 2000                                                | 2000                                                |                                                     | 52 648                                              |                                                     |
| 2005                                                | 2005                                                |                                                     | 54 817                                              |                                                     |
| 2010                                                | 2010                                                |                                                     | 58 084                                              |                                                     |
| 2015                                                | 2015                                                |                                                     | 61 030                                              |                                                     |
| 2020                                                | 2020                                                |                                                     | 65 397                                              |                                                     |

## Kultur

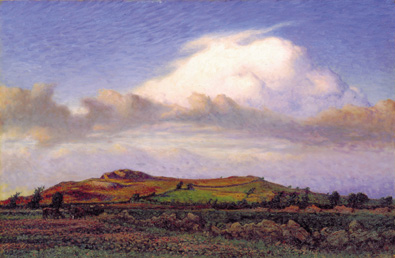
"Håstensberget vid Varberg" (1896), målning av Nils Kreuger

### Museum
I kommunen finns Hallands kulturhistoriska museum. Där visas bland annat fynden efter Bockstensmannen, ett fynd som gjordes i Bockstens mosse 1936. Andra museum är bland annat Marinmuseet, Derome Trä- & Nostalgimuseum, Väderkvarnen i Trönningenäs och Stigs MC- och motormuseum.

### Kulturarv
Från den äldre stenåldern har arkeologer i huvudsak hittat lämningar från tre områden. Ett av dessa är den yttre skärgården, som idag ligger på land på grund av den landhöjning som skett sedan dess. I det området finns bara ett fåtal fynd. I det fjordlandskap som fanns innanför, där bl.a. Viskadalsfjorden, Viskans föregångare, hade sitt utlopp finns flera fynd. Slutligen har arkeologer gjort fynd i de områden som då var skogbevuxna, fynden är dock fortfarande knutna till vattendrag.
Omkring 4 000 f. Kr. börjar människor bli bofasta i området, men det är en långsam utveckling och efter hand försvinner tecknen på jordbruk. Först närmare 2 000 f. Kr. har jordbruket fått fäste på allvar. Att dra några slutsatser om var människor i huvudsak bodde är svårt för större delen av perioden, då antalet fynd är begränsat. Mot slutet finns dock klara tecken på att de flesta bor i inlandet. Framförallt i området kring Grimeton har det gjorts många fynd. Fler fynd från den gropkeramiska kulturen har hittats jämfört med trattbägarkulturen. Den förra fick sin försörjning genom i huvudsak jakt och fiske, medan den senare försörjde sig genom jordbruk. 
Det äldsta funna husresterna i Västsverige ligger i Båtsberg, Gödestad och har Kol-14 daterats till 3 900–3 400 f. Kr. I Klastorp och Blixtorp finns dösar och i Veddige en gånggrift.
Det finns få bevarade boplatser från bronsåldern. Det är därför svårt att dra generella slutsatser. De flesta verkar, precis som under slutet av stenåldern, bo i inlandet. Detta kan dock bero på att lämningar som funnits närmare kusten blivit bortodlade då det är ett mer utpräglat jordbrukslandskap. Vid Broåsens gravfält i Grimetons socken fann arkeologer 1914 rester av bronsgjutning. Senare har man även funnit rester av gjuteri i Lindbergs socken, Tvååkers socken, Värö socken och Ås socken. 
Det finns bara en känd hällristning från Varbergs kommun. Det är från Tjärby, Grimetons socken och omfattade en skeppsristning och ett solhjul. Den var gjord på ett stenblock och finns numera på Statens historiska museum i Stockholm. Andra fynd från perioden är en bronssköld (Nackhälleskölden), tre bronssvärd från Värö socken och en armring av guld från Hunnestads socken.
Bland senare kulturarv hittas Varbergs fästning, som anlades av greve Jakob Nielsen på 1280-talet och Bexells talande stenar från slutet av 1800-talet. Radiostationen i Grimeton, uppförd på 1920-talet, är klassad som ett världsarv. År 2022 fanns 14 byggnadsminnen i kommunen, däribland Varbergs teater och Åkrabergs ladugård.

### Kommunvapen
Blasonering: I fält av silver en från ett grönt treberg uppväxande grön ek, åtföjd till höger av ett på berget stående, rött torn med huv, till vänster av en likaledes på berget stående upprest, röd bock med beväring av guld.
Vapenbilden kan härledas till ett stadssigill från 1536 och vapnet fastställdes för Varbergs stad 1938. Efter kommunbildningen 1971 kom man fram till att vapnet passade för hela kommunen och lät registrera det i PRV år 1974. Även Lindberga landskommun hade ett vapen, från 1950-talet.